# يوحنان ليفي
يوحنان ليفي (بالعبرية: יוחנן לוי) (1901 – 20 يوليو 1945) عالم لغوي ومؤرخ إسرائيلي، تخصص في فترة الهيكل الثاني.

## حياته
ولد ليفي في برلين في ألمانيا في عام 1901. ودرس في جامعة برلين وحصل على درجة الدكتوراه في عام 1926. وهاجر إلى فلسطين تحت الانتداب البريطاني عام 1934، وقام بالتدريس في الجامعة العبرية في القدس، حيث كان أستاذا للغة والأدب الروماني. ومات عن عمر 44 عاما في عام 1945.

## جوائز
- حصل على جائزة إسرائيل في مجال الإنسانيات في عام 1957، بعد وفاته.[4]